# Mamiya 6
La Mamiya 6 és una càmera telemètrica de format mitjà, produïda l'any 1989. Aquesta utilitza pel·lícula de 120 per crear negatius de 6 x 6 cm (56 x 56mm).
Al ser una càmera d'objectius intercanviables, la muntura se l'anomena Mamiya 7, la qual té una distància focal de brida de 56mm. Les càmeres amb aquesta muntura compten amb un factor de multiplicació d'aproximadament 0,55. Relació entre la diagonal del marc de referència (format de 35 mm) i la diagonal del negatiu usat pel sistema Mamiya 6:{\displaystyle {\dfrac {\sqrt {(24mm)^{2}+(36mm)^{2}}}{\sqrt {(56mm)^{2}+(56mm)^{2}}}}\approx 0,546}
Aquesta sèrie de càmeres es va descatalogar el 1995.

## Característiques
La càmera pot disparar amb velocitats des de 4 segons fins a 1/500s, incloent-hi el mode bulb, així doncs, també incorpora dos modes de treball, el mode manual i el de prioritat a l'obertura. També incorpora un sòcol de flaix i un connector per a la sincronització de flaix.
Al lateral del selector de temps d'exposició, hi ha un selector per poder seleccionar la compensació d'exposició, el qual va de -2 a +2 passos de llum. Dins el primer selector, es pot indicar l'ASA de la pel·lícula utilitzada, la qual es pot seleccionar des de 25 fins a 1.600 ASA.
La muntura de la lent es col·lapsa parcialment quan la càmera no s'utilitza, fent-la així més compacta.

## 6MF
Aquest model va sortir al mercat el 1993, i es va anomenar Mamiya 6 Multi Format. Aquesta inclou un adaptador, el qual permet realitzar fotografies amb format 6×4,5 cm. Tanmateix, el nombre d'imatges per rodet continua sent el mateix, ja que les imatges estan orientades horitzontalment. També es pot utilitzar un adaptador panoràmic, el qual permet capturar imatges de 24 × 54 mm usant pel·lícula de 35mm. Per poder usar aquests dos adaptadors, la nova Mamiya 6MF va incloure més línies de marc al visor.

## Objectius
Al ser una càmera amb el telèmetre integrat al visor, consta de compensació de paral·laxi, a fi de no tenir una visió diferent per la lent i pel visor. Com moltes telemètriques, al muntar un objectiu diferent al cos de la càmera, el camp de visió de la lent s'emmarca de forma automàtica. La càmera també disposa d'una diapositiva fosca integrada, la qual permet canviar d'òptiques mentre hi ha pel·lícula a la càmera.

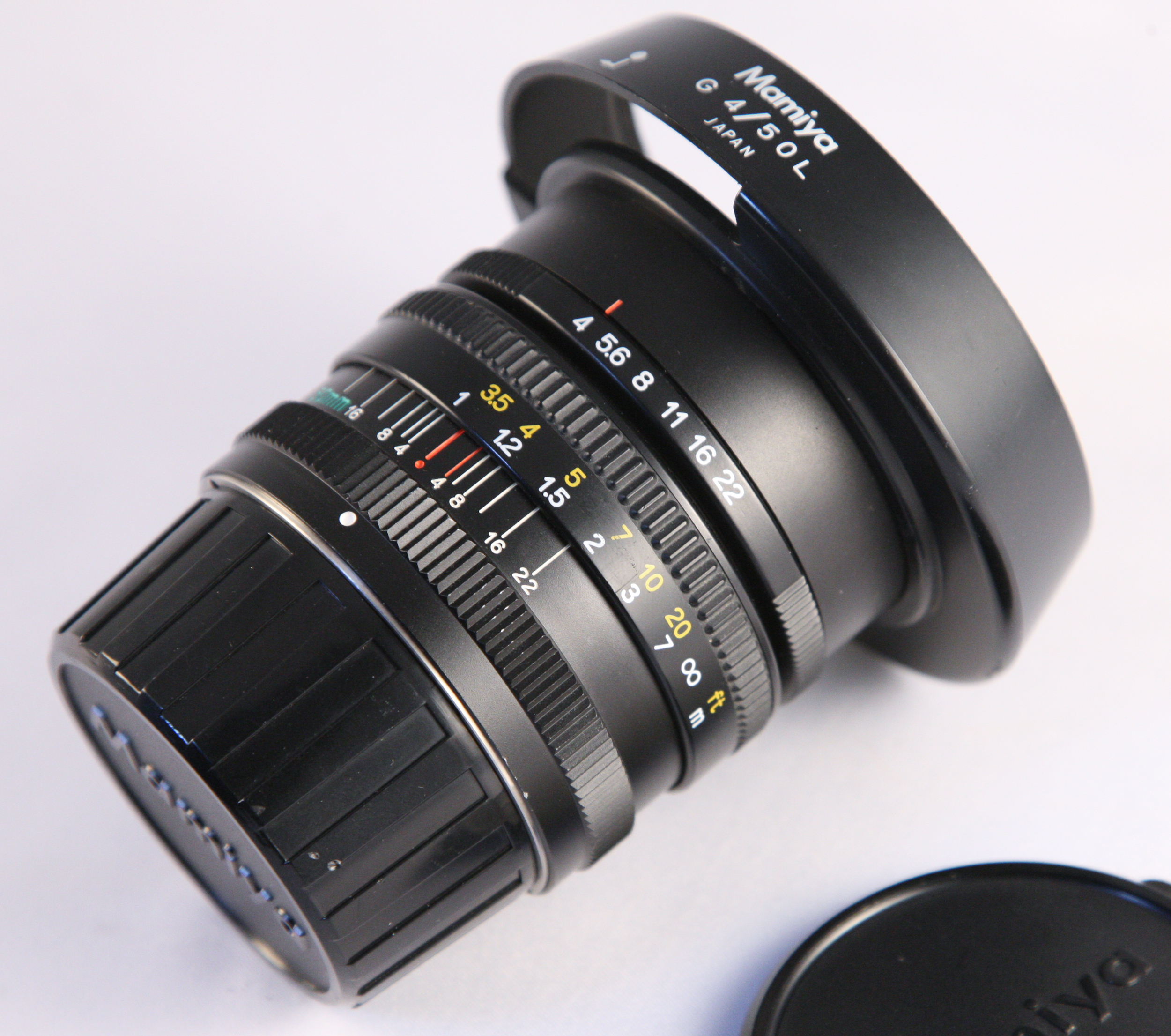
Objectiu de 50mm per la Mamiya 6

Es van produir tres objectius per aquesta muntura:
| Distància focal | Obertura | Any  | Distància mínima d'enfocament | Diàmetre de filtre |
| --------------- | -------- | ---- | ----------------------------- | ------------------ |
| 50mm            | 4.0      | 1989 | 1,00m                         | 58mm               |
| 75mm            | 3.5      | 1989 | 1,00m                         | 58mm               |
| 150mm           | 4.5      | 1989 | 1,80m                         | 67mm               |

A part d'aquests objectius, també va sortir al mercat una lent d'aproximació, pensada per utilitzar amb el 75mm. Aquest filtre va enroscat davant la lent i fa de lupa, apropant fins a 50cm els motius a fotografiar, a fi de poder fer una mica de macrofotografia. Aquest filtre ve amb un adaptador pel visor, a fi de veure correctament el que s'està emmarcant.